# Rafael Pettersson
Rafael Pettersson (född Rafael Michael), född 22 december 1976 i Warszawa, är en svensk skådespelare.
Pettersson studerade vid Teaterhögskolan i Malmö 2000–2004.

## Filmografi
- 2002 – Den 5:e kvinnan (TV-serie)
- 2005 – Fyra veckor i juni
- 2005 – Lasermannen (TV-serie)
- 2005 – Wallander – Innan frosten
- 2006 – Bota mig! (TV-serie)
- 2006 – Sista dagen
- 2007 – Höök (TV-serie)
- 2008 – Sten för sten
- 2009 – I taket lyser stjärnorna
- 2009 – Wallander – Kuriren
- 2010 – Top Dog
- 2011 – Anno 1790 (TV-serie)
- 2011–2018 – Bron (TV-serie)
- 2011 – Den sidste rejse
- 2013 – Best Man
- 2015 – Glada hälsningar från Missångerträsk
- 2016 – Syrror (TV-serie)
- 2017 – All inclusive
- 2021 – Star Wars: Uslingarna (TV-serie) (röst)

## Teater

### Roller
| År   | Roll | Produktion               | Regi         | Teater                   |
| ---- | ---- | ------------------------ | ------------ | ------------------------ |
| 2011 |      | Tjuvar (Diebe) Dea Loher | Anna Novovic | Helsingborgs stadsteater |